# 71-931
71-931 (nazwa handlowa: Witiaź, pol. rycerz) – typ przegubowego, sześcioosiowego, całkowicie niskopodłogowego wagonu tramwajowego, wytwarzanego w Twerskim zakładzie budowy tramwajów w Rosji. Produkowany jest w dwóch wersjach – podstawowej i zmodyfikowanej 71-931M („Witiaź-M”), charakteryzującej się zmodyfikowanym wyglądem ściany przedniej i tylnej. Od 2018 r. tramwaje Witiaź eksploatowane są w Petersburgu, Krasnodarze oraz w Moskwie, wcześniej jeden tramwaj był również testowany w Wołgogradzie.

## Historia

### Rozwój
Prace nad całkowicie niskopodłogowym tramwajem rozpoczęto w UKWZ na początku 2000 roku w ramach projektu wagonu 71-625. Wszelkie działania zostały jednak przerwane i wznowiono je dopiero w 2013 r. Jeszcze w październiku tego samego roku były gotowe wózki, ale na początku 2014 r. UKWZ zerwała współpracę ze swoim domem handlowym, który był właścicielem praw do wózków. Jeden z założycieli domu handlowego UKWZ odszedł z zakładu, założył przedsiębiorstwo PK Transportnyje sistiemy, zaprosił do współpracy głównego projektanta UKWZ i zakupił dokumentację projektową wózka od domu towarowego UKWZ, uruchamiając na terenie Twerskiego zakładu budowy tramwajów produkcję wagonów 71-911 i 71-931. Łączne nakłady na badania i rozwój dwóch prototypów tramwaju wyniosły 10 milionów euro.

### Produkcja
Produkcja tramwajów 71-931 przebiega w Zakładzie budowy tramwajów w Twerze. Pierwszy eksperymentalny tramwaj tego modelu został zmontowany jesienią 2014 roku i zaprezentowany na wystawie w Moskwie pod koniec października, po czym rozpoczęto jego jazdy próbne. Na początku lutego 2015 r., po pomyślnym zakończeniu testów, model otrzymał dopuszczenie do produkcji seryjnej.
W kwietniu 2015 r. PK Transportnyje sistiemy wygrały przetarg na dostawę 10 wagonów 71-931 do Petersburga w latach 2015–2017.
W kwietniu 2016 r. przewoźnik z Krasnodaru planował wraz z firmą PK Transportnyje sistiemy zrealizować projekt montażu 24 trójczłonowych tramwajów w ciągu dwóch lat. Zakładano, że trójczłonowy tramwaj „Witiaź” 71-931 stanie się głównym produkowanym modelem tramwaju. Z powodów finansowych plan odłożono na czas nieokreślony.
W czerwcu 2016 r. Twerski zakład budowy tramwajów wyprodukował pierwszy tramwaj podtypu 71-931М „Witiaź-M”, który różni się od swojego poprzednika nowym kształtem ściany czołowej i tylnej oraz pewnymi różnicami w układzie siedzeń w kabinie. Tramwaj wziął udział w wystawie Innoprom w Jekaterynburgu, gdzie po raz pierwszy został zaprezentowany publiczności, po czym został przewieziony do Wołgogradu w celu odbycia jazd próbnych. We wrześniu PK Transportnyje sistiemy w konsorcjum z Mietrowagonmaszem wygrały przetarg na dostawę 300 wagonów 71-931M do Moskwy w latach 2017–2019. Wartość zamówienia wyniosła 56 miliardów rubli.

### Jazdy próbne i certyfikacja

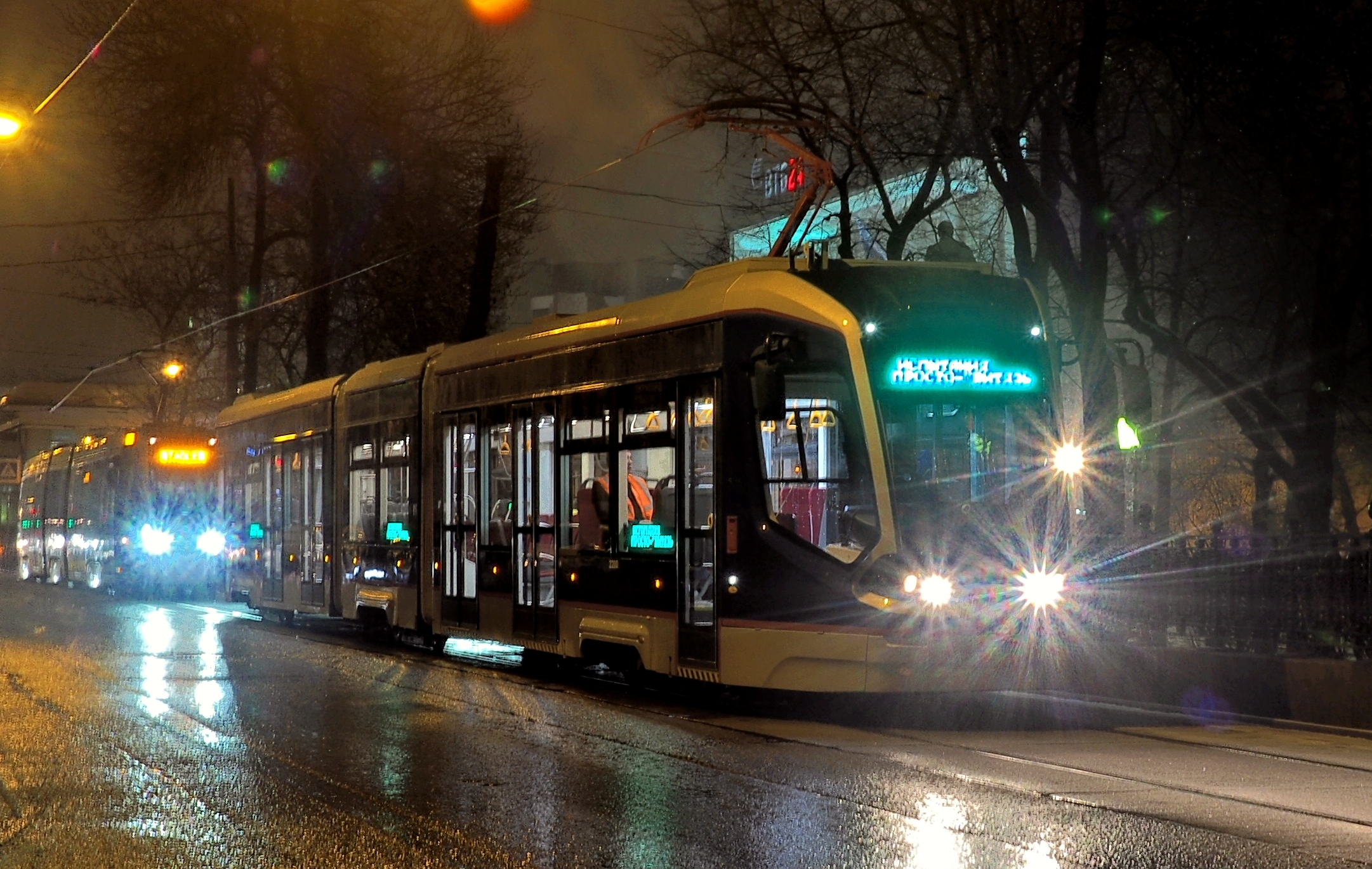
71-931 w czasie jazdy próbnej w Moskwie

W listopadzie 2014 r. pierwszy wagon tramwajowy dostarczono do moskiewskiej zajezdni im. Baumana, gdzie otrzymał numer taborowy 0203. W marcu 2015 r. tramwaj otrzymał certyfikat zgodności DS AT.
W lipcu 2016 roku tramwaj 71-931М rozpoczął jazdy próbne w Wołgogradzie na linii szybkiego tramwaju. W marcu 2017 r. tramwaj dostarczono do Moskwy.

## Konstrukcja

### Dane ogólne
Tramwaje typu 71-931 i jego modyfikacje są przedstawicielami nowej linii niskopodłogowych tramwajów opracowanych przez PK Transportnyje sistiemy i zaprojektowanych dla sieci tramwajowych z rozstawem szyn 1524 mm, zelektryfikowanych przewodem napowietrznym o napięciu znamionowym 550 V DC.
Tramwaje składają się z trzech członów i standardowo mają jedną kabinę motorniczego i drzwi tylko po prawej stronie nadwozia, dlatego można je eksploatować tylko na liniach z ruchem prawostronnym, zakończonych pętlami lub trójkątami manewrowymi. Na podstawie trójczłonowego modelu 71-931M planowane jest stworzenie pięcioczłonowego tramwaju, w którym przedni i tylny człon byłyby zbliżone 71-931M, a zamiast jednej środkowej sekcji bez drzwi, zamontowano by dwie z drzwiami, pomiędzy którymi znalazłaby się trzecia, zamontowana na przegubach.

### Parametry techniczne

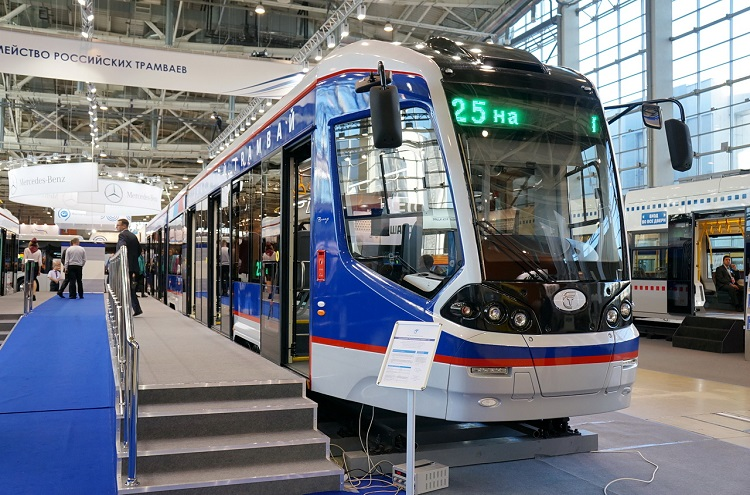
Tramwaj 71-931 na wystawie ExpoCityTrans w Moskwie

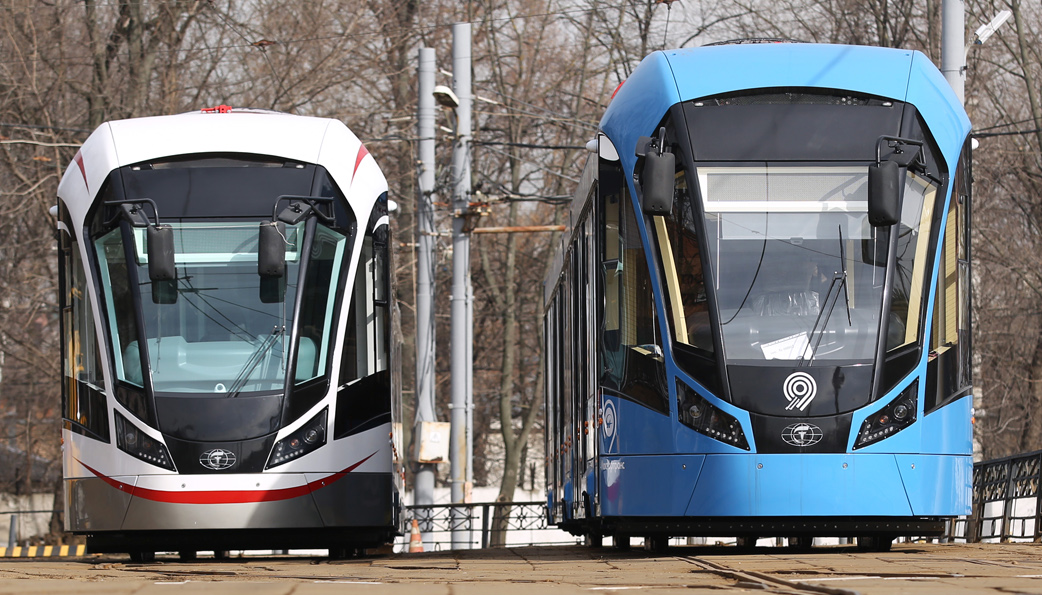
Moskiewskie tramwaje 71-931M w dwóch malowaniach

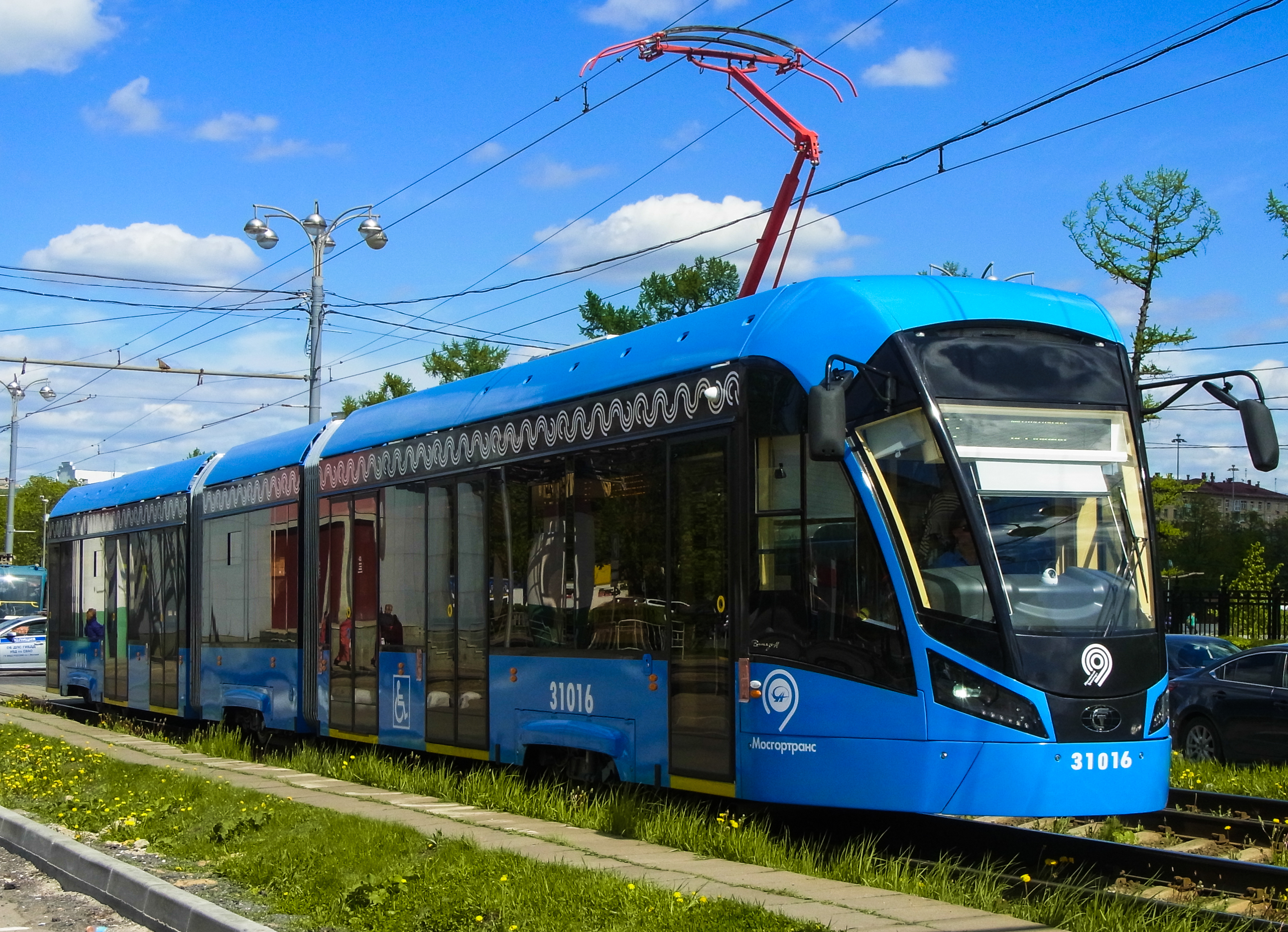
Moskiewski tramwaj 71-931M w malowaniu miejskim

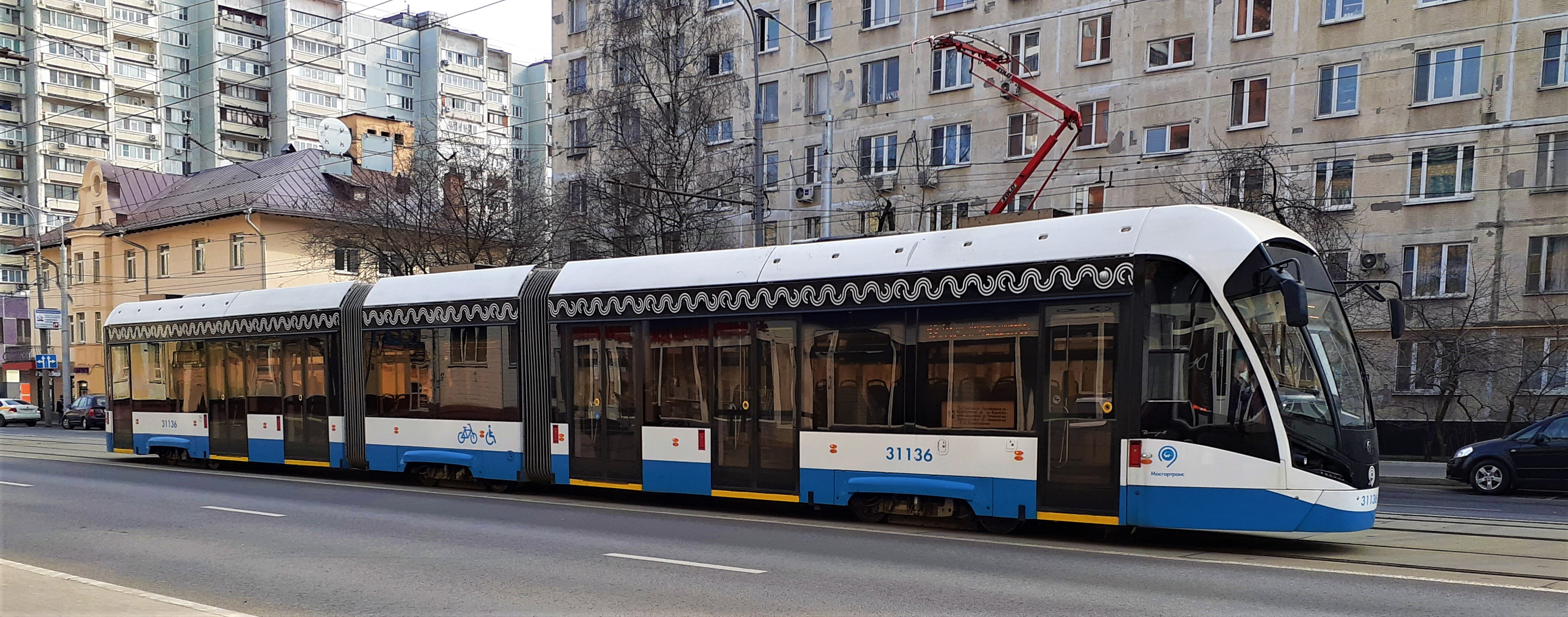
Moskiewski tramwaj 71-931M

Dane techniczne tramwajów 71-931 i 71-931М:
- Ogólne cechy:
  - Liczba członów – 3;
  - Układ osi – (20–0)+(20)+(0–20);
  - Liczba drzwi – 6, w tym
    - jednopłatowe – 2;
    - dwupłatowe – 4;
- Wymiary:
  - Ogólne:
    - Długość wagonu 71-931 – 27 000 mm;
    - Długość wagonu 71-931М – 27 500 mm;
    - Szerokość – 2500±50 mm;
    - Wysokość z opuszczonym pantografem – 3500 mm;
    - Długość pantografu – 4–6 m;
    - Szerokość drzwi:
      - szerokość drzwi jednopłatowych – 730 mm;
      - szerokość drzwi dwupłatowych – 1300 mm;

  - Wymiary wózków:
    - Rozstaw osi w wózku – 1800 mm;
    - Średnica nowych kół – 620 mm;
    - Rozstaw wózków – 1520 mm;
- Masa wagonów – 37 t;
- Dane silnika:
  - Napięcie znamionowe i zmienność prądu – 550 V prądu przemiennego;
  - Prędkość konstrukcyjna – 75 km/h;
  - Czas rozpędzania do 40 km/h – 14 s;
  - Moc silników – 6x72 = 452 kW;
  - Pojemność akumulatorów – 8×160 А·h;
  - Długość trasy pokonywanej przy zasilaniu akumulatorowym – 1500 m;
- Miejsca dla pasażerów:
  - Liczba miejsc siedzących:
    - w wagonie 71-931 – 53;
    - w wagonie 71-931М – 60;
    - w wagonie 71-931М1 typu „Witiaź-Moskwa” – 64;

  - Liczba miejsc ogółem:
    - w wagonie 71-931:
      - przy gęstości 5 os./m² – 220;
      - przy gęstości 8 os./m² – 320;

    - w wagonie 71-931М:
      - przy gęstości 5 os./m² – 188;
      - przy gęstości 8 os./m² – 265.

## Dostawy
Stan z czerwca 2020 r.  
| Miasto     | Zajezdnia                   | Liczba | Liczba | Liczba  | Numery fabryczne | Numery fabryczne                                         | Numery taborowe | Numery taborowe                                    |
| Miasto     | Zajezdnia                   | Suma   | 71-931 | 71-931М | 71-931           | 71-931М                                                  | 71-931          | 71-931М                                            |
| Krasnodar  | Wostocznoje diepo           | 1      | 1      | –       | 9                | –                                                        | 201             | –                                                  |
| Moskwa     | im. Baumana (nr 2)          | 125    | –      | 125     | –                | 001–116, 120–123, 143, 153, 178, 183, 184, 191, 192, 221 | –               | 31001–31120, 31180, 31181, 31188, 31189, 31216     |
| Moskwa     | Oktiabrskoje diepo (nr 4)   | 125    | –      | 125     | –                | 124–182, 185–190, 193–210, 213–220, 222–227, 234–256     | –               | 31121–31179, 31182–31187, 31190–31215, 31217–31250 |
| Moskwa     | im. Rusakowa (nr 5)         | 105    | –      | 105     | –                | 262–301, 323–389                                         | –               | 31251–31357                                        |
| Petersburg | Zajezdnia nr 8              | 21     | –      | 21      | –                | 302–322                                                  | –               | 8908–8928                                          |
| Petersburg | Połączona zajezdnia (nr 10) | 21     | 10     | 11      | 2–8, 10–12       | 117–119, 211, 212, 228–233                               | 0100–0109       | 0110–0120                                          |